# اوتافيانو فابريزو موسوتي
اوتافيانو فابريزو موسوتي (و. 1791 – 1863 م) هو فيزيائي نظري، ورياضياتي، وعالم فلك، وفيزيائي، وسياسي من مملكة إيطاليا، ولد في نوفارا، توفي في بيزا، عن عمر يناهز 72 عاماً.

## التعليم
تعلم في جامعة بافيا
.

## جوائز
حصل على جوائز منها:
- وسام القديسين موريس ولعازر [الإنجليزية]‏
- Civil Order of Savoy [الإنجليزية]‏
- Order of Saint Joseph [الإنجليزية]‏